# Рифтія
Рифтія (Riftia pachyptila) — вид багатощетинкових червів, мешкає в області термальних джерел рифтової зони (звідси і назва роду) біля Галапагоських островів (глибина 2450 м) і в східній частині Тихого океану (21° пн. ш., глибина 2620 м).

## Опис
Рифтія — великий трубчастий черв'як, що не має ні рота, ні травної системи, ні анального отвору. Довжина може перевищувати 1,5 м при товщині 4 см, а довжина білих циліндричних трубок з  яскраво-червоними щупальцями, що з них висуваються, іноді перевищує 3 м. За біомасою у багато разів перевершує усі інші види гідротермальних угруповань.[джерело?] Живиться за рахунок бактерій, що містяться в клітинах. Червоний колір пов'язаний з підвищеним вмістом червоного пігменту — гемоглобіну.

## Біологія
Оскільки рифтії не мають очей і травної системи, їх виживання залежить від симбіотичних відносин з мільярдами архебактерій, які живуть всередині них. Ці архебактерії перетворюють хімічні речовини, які виділяються з гідротермальних джерел, на поживні речовини для черв'яків. Оскільки дорослі рифтії не мають рота, архебактерії потрапляють у тіло черв'яка на ранніх стадіях розвитку, коли у рифтій є рот і кишечник. Але коли черв виростає, ці органи зникають. Іноді рифтіями живляться інші глибоководні мешканці. Риби і краби можуть відкушувати червону верхівку рифтій.